# Спортивна асоціація Чін Ву
Спортивна асоціація Чін Ву (кит. трад. 精武体育会, спр. 精武體育會, піньїнь: Jīngwǔ Tǐyùhuì, акад. Цзін'у тіюхуей) — міжнародна організація бойових мистецтв, офіційно заснована в Шанхаї, Китай, 7 липня 1910 року, хоча деякі джерела вказують на 1909 рік. Асоціація має щонайменше 59 відділень у 22 країнах, де вона зазвичай відома як «атлетична асоціація» або «федерація». Назва організації англійською мовою — Chin Woo Athletic Association.

## Історія
«Чін Ву» заснована як Центр фізичної підготовки в Шанхаї, Китай, на початку XX століття (від 1919 року — Спортивна асоціація Чін Ву). Багато джерел, включаючи офіційні вебсайти філій організації у різних країнах, стверджують, що «Чін Ву» заснована майстром бойових мистецтв Хо Юаньцзя. Фактично «Чін Ву» заснував комітет, до якого входили члени китайської революційної організації Тунменхой (Тунменхуей), зокрема, такі як Чень Цімей, Нун Чжу та Чень Тєшен. Через популярність Хо та його недавню смерть комітет вирішив, що він повинен бути «обличчям» «Чін Ву», що призвело до міцної асоціації школи з цим китайським національним героєм.
Після заснування «Чін Ву» (мандаринською — «Цзін'у») туди були запрошені викладати кілька видатних майстрів бойових мистецтв того часу. Серед них: Чень Цзічжен (стиль «Орлиного кігтя»), Ло Ґуан'юй (стиль «Богомола»), Ґен Сяґуан (стиль сін'їцюань). Засновник великої школи стилю У тайцзицюань У Цзяньцянь і видатний представник школи Північного Шаоліня Чжао Ляньхе стали головними інструкторами вже після смерті Хо Юаньцзя.